# Tercera expedició de Tamerlà al Mogolistan
La tercera expedició de Tamerlà al Mogolistan fou la tercera campanya militar dirigida per Tamerlà contra el kanat de Mogolistan. La data fou molt probablement el 1374 encara que Yazdi la situa el gener del 1375. Yazdi al seu Zafarnama, situa a meitat del gener del 1375 una expedició contra els jats, però la seva pròpia cronologia sembla indicar que aquesta expedició es va fer el 1374 (ja que situa l'expedició següent el 1375 venint de passar un hivern que hauria de ser el de 1374-1375).

## Les causes
Aquesta vegada Tamerlà va arribar a la ciutat principal dels mongols jats, Almaligh o Almaliq, i més enllà, i als caravanserralls es van explicar històries sobre les planes de les sorres mòbils del Gobi. Kamar al-Din, l'últim mongol que es va atrevir afrontar-lo en batalla, havia estat desmuntat del seu cavall (que fou capturat) i havia hagut de fugir sol.
A l'any 1373, segurament a finals d'any, Timur va rebre informació de que Kummar al-Din Dughlat (Kamar al-Din Dughlat), l'antic amir que havia arribat a ulus beg (comandant en cap de l'exèrcit del kan de Mogolistan) i havia assassinat al kan Ilies Khoja, proclamant-se al seu lloc com a kan, havia promès agafar el regne de Mawara al-Nahr a Timur. Aquest de seguida va preparar una gran expedició al caravanserrall de Kutfan però el fred i les neus del hivern ho feien impossible; com que el fred fou especialment intens aquell any, molt de bestiar va morir i va haver de tornar a Samarcanda però finalment va decidir que res l'havia de dissuadir de les seves decisions i va tornar a Kutfan on va esperar 40 dies a que el fred fos menys intens (meitat de març de 1374).

## L'expedició
L'avantguarda fou confiada al príncep Jahangir ibn Timur acompanyat dels amirs Shaikh Muhammad Sulduz i Adil Jalayir (o Adil Shah Jalayir, cap dels Jalayirs). Quan el príncep i els caps van arribar a Jarun, van saber que Kamar al-Din, amb el seu exèrcit, estaven acampats a Kuruk Tupe (Turó Blau) i esperaven reforços. Al sentir aquesta notícia, el príncep va marxar a tota presa i va entrar al camp dels jats a la nit; Kumar al-Din va fugir i va buscar refugi en un pas anomenat Birke Ghuryan que eren tres passos estrets, fent-se fort al tercer. Quan el dia va clarejar les tropes de Jahangir es van apoderar-se de diversos soldats enemics i van saquejar el campament; després van anar cap al pas de Birke Ghuryan; durant el dia els jats van poder defensar el pas però a la nit van fugir altre cop. Timur no va tardar a arribar i va ordenar a amir Daud, a Husayn Bahadur i a alguns altres oficials que perseguissin els fugitius i que no els donessin temps a descansar; a la nit va acampar a Payak; en aquest lloc va saber que l'amir Husayn Bahadur s'havia ofegat creuant un riu, però la persecució no es va aturar i fou perseguit per turons i valls, els seus canells i bagatges foren atrapats i després les dones amb les seves joies i al final estava fugint per les muntanyes amb nomes 7 persones. Entre les dones capturades estaven l'esposa de Kamar al-Din, Buyan Agha, i la filla Dilxad Agha. Jahangir en va informar a Timur que estava acampat a Baytac des de feia mes de 50 dies, el qual es va dirigir en direcció on estava el seu fill.

## Persecució de Kamar al-Din
Jahangir ibn Timur, que per ordre del seu pare s'havia posat al front de la persecució, va haver de marxar a peu a causa que el país estava ple d'arbres i coves; van arribar a un brollador d'aigua, prop del qual Kummar al-Din s'havia aturat; quan estaven a punt d'agafar al que suposaven que era Kamar un jove de aparença similar va cridar que ell era Kamar i el van agafar si bé en realitat era un servidor; tots els altres també van jurar que eren Kamar; i mentre el verdader va poder fugir i es va amagar en una cova. Portats els presoners al campament, diverses persones que coneixien a Kamar van constatar que cap dels presoners era ell. Timur es va trobar amb Jahangir a la muntanya de Kara Kasmak i allí va conèixer a Dilshad Agha; va perdonar als servidors als que va elogiar la seva lleialtat.
Llavors Timur va marxar cap a la muntanya de Shemak i des de allí cap a les planes d'Azbehbary. A les planes d'Azbehbary Timur va passar dos mesos de primavera aprofitant la bellesa del lloc.; durant aquest temps va rebre al governador del districte, Mubarik Shah Mekrit, al que es va concedir el comandament de la tribu de Salar Aghlan i de la horda de Husayn, que havien mort en la campanya.

## Retorn
Després va passar per Yassi Davant i va anar a acampar a Uzkunt on el va anar a rebre la seva germana gran Qutgluq Turkhan Agha. Es va anunciar una festa en la qual Timur es va casar amb la princesa Dilshad Agha. Adil Shah Jalayir va fer un regal a Timur però per certs moviments, aquest diu que va detectar que es preparava una tráició i va marxar a cavall cap a un altre campament que havia utilitzat en la marxa a l'anada; després va donar permís a le tropes per dissoldre’s i es va instal·lar al campament de Zangir Sarai a unes dues llegues (uns 10 km) a l'oest de Karshi per passar el hivern.
Efectivament Shaikh Muhammad Sulduz, Adil Shah Jalayir i Turkan Arlat (amir de Garsiwan al Khurasan) planejaven apoderar-se de Timur durant les festes però el moviment de Timur ho va impedir. Ja s'entrava al hivern i els conjurats, que havien tornat als seus territoris, es van desplaçar a la cort. Timur ja s'havia informat del que planejaven però va fer veure que no en sabia res i va concedir diversos honors a Adil Shah. Va passar el hivern a Zangir Sarai (1374-1375).